# 藤原理恵
藤原 理恵（ふじわら りえ、1970年2月5日 - ）は日本の女性タレントである。元アイドル歌手。岡山県出身。1991年に結成された女性ユニット 『C.C.ガールズ』の初代メンバー。現在は舞台演出助手、振付師としても活動している。夫はテレビディレクターで映画監督のタカハタ秀太。

## 経歴
1984年、ミス・セブンティーンコンテストに応募し、コンテスト歴代最多の18万325人の中から準ミスに選ばれた。同コンテスト出場者には渡辺美里、工藤静香、国生さゆりらがいた。準ミス獲得をきっかけに上京。
1985年3月21日、EPIC・ソニーより「愛よファラウェイ」で歌手デビュー。キャッチフレーズは「エピックソニーのファーストキス」。同曲はテレビアニメ『超獣機神ダンクーガ』の主題歌として使用された。また、藤原は声優としても出演した。アイドル歌手としてシングル4枚をリリースしたが大きなヒットに恵まれず、およそ1年で歌手活動は停止。しかし、グラビアでの人気は高く、少年誌や青年誌で均整のとれたスタイルを披露していた。
1990年、「第一回日本美人大賞」に青田典子、原田徳子、藤森夕子とともに「C.C.ガールズ」としてエントリー、準グランプリを獲得した（グランプリは平子理沙）。
1995年、C.C.ガールズを脱退。ソロ活動を開始。
1996年、荒木真樹彦とポップロックユニット「Rie ScrAmble」を結成。ボーカルと作詞を手がける。
1998年、芸能活動を休止。以後、舞台演出助手、TAP・他ダンス講師、振付師として活動する。
2011年、右肺（中葉）の摘出手術を受ける。
2015年、期間限定でC.C.ガールズを再結成し活動。「安全地帯 with C.C.ガールズ」名義で夏フェスなどに出演した。

## 人物
5歳からクラシックバレエを始め、名門女子中学へ入学。東京都立代々木高等学校夜間部中退。東海大学付属望星高等学校卒業。

## 出演

### テレビドラマ
- サーティーン・ボーイ（1985年、TBS系） - 谷山洋子 役
- セーラー服通り（1986年、TBS系） - 原秋子 役
- 花のあすか組! 第8話「おフロでピンチ!」（1988年、フジテレビ系） - 織田信子 役
- ザ・スクールコップ 第7話-第10話「聖山女学院の巻」シリーズ（1988年、フジテレビ系） - 香取雪子 役
- 小春の春（1989年、TBS系）

### テレビアニメ
- 超獣機神ダンクーガ（1985年） - ローラ・サリバン 役
- 獣装機攻ダンクーガノヴァ 第8話「MISSION-8 過去からの脱出」（2007年） - 神官ローサ 役

### OVA
- 超獣機神ダンクーガ 失われた者たちへの鎮魂歌（1986年） - ローラ・サリバン 役

### 映画
- 原宿デニール（2015年） - 麻美の母親 役

### 出版物
写真集
- ヤングマガジン特別編集 C.C.ガールズ VOL.4「魔的黒猫」（1993年、講談社）

ビデオ
- Yellow（1993年、ポニーキャニオン）

## ディスコグラフィ

### 藤原理恵
シングル
- 愛よファラウェイ（1985年3月21日）
  - 愛よファラウェイ（作詞：松井五郎／作曲：古本鉄也／編曲：戸塚修） - TBS系テレビアニメ『超獣機神ダンクーガ』OP主題歌
  - バーニング・ラヴ（作詞：松井五郎／作曲：いけたけし／編曲：戸塚修／歌：いけたけし） - 超獣機神ダンクーガED主題歌
- ハーモニーラヴ（1985年7月21日）
  - ハーモニーラヴ（作詞：松井五郎／作曲：南佳孝／編曲：新川博） - TBS系テレビアニメ『超獣機神ダンクーガ』の挿入歌
  - 夢色My Lover（作詞：竜真知子／作曲：古本鉄也／編曲：馬飼野康二）
- ほんとのキスをお返しに（1985年10月21日）
  - ほんとのキスをお返しに（作詞：冬杜花代子／作曲：古本鉄也／編曲：戸塚修） - TBS系テレビアニメ『超獣機神ダンクーガ』新OP主題歌、及びOVA『超獣機神ダンクーガ 失われた者たちへの鎮魂歌』OP主題歌
  - いたずら好きなそよ風（作詞：松井五郎／作曲：中崎英也／編曲：新川博）
- 悪いのはマガジン（1986年4月21日）
  - 悪いのはマガジン（作詞・作曲：山田陽美／編曲：瀬尾一三）
  - ディアダンサー（作詞：麻生圭子／作曲：The BADGE／編曲：戸塚修） - OVA『超獣機神ダンクーガ 失われた者たちへの鎮魂歌』挿入歌

アルバム
- 青春したい（1985年2月28日、EPIC・ソニー）

2006年、ソニー・ミュージックエンタテインメント・オーダーメイドファクトリーより完全限定初CD化
1. 青春したい
2. ハーモニーラヴ
3. ほんとのキスをお返しに
4. さよなら Wanna be
5. クリスマス物語(ロマンス)
6. 恋人をつかまえる8つの条件
7. いたずら好きなそよ風
8. 愛よファラウェイ
9. かくれんぼ
10. 海の妹
11. 夢色 My Lover（ボーナストラック - オーダーメイド盤）
12. ディア ダンサー（ボーナストラック - オーダーメイド盤）
13. 悪いのはマガジン（ボーナストラック - オーダーメイド盤）

### Rie ScrAmble
シングル
- 文句があるなら来なさい!（1996年10月18日、INOKS RECORDS）
- ダメなのか!?（1997年1月8日）
- ALIVE〜生きるって〜（1997年5月16日）
- KISS MODE（1997年7月18日）

アルバム
- SCRAMBLE（1997年8月6日） - 14曲収録

### Rie Fujiwara
- 角松敏生プロデュース「VOCALAND」（1996年7月10日）収録曲に参加　
  - MISTY LOVER / Rie Fujiwara   作詞 : 門屋有美 / 作曲編曲 : 角松敏生

## 演出助手
- 「CLUB SEVEN」 2nd〜6th 他 （2003年 - 2010年） - 作 演出：玉野和紀
- 「THE TAP GUY」ミュージカル（2007年・2008年） - 作 演出：玉野和紀
- 「志村魂 6」（2011年） - 作：朝長浩之、ラサール石井
- 「トノに降る雨」劇団東京ヴォードヴィルショー（2012年） - 作：中島淳彦
- 「志村魂 7〜先づ健康」（2012年） - 作：朝長浩之、ラサール石井
- 「あおげば」（2012年） - 作：竹田哲史
- 「リフティング・マイ・ドリーム〜夢のツヅキ〜」ロンハー、パンサー尾形 ミュージカル（2013年、AiiA theater） - 脚本: 徳尾浩司
- 「〜風狂剣無頼帳〜赤いマイクのあんちくしょう」（2013年） - 原案：秋元康
- 「志村魂 8〜先づ健康」（2013年） -  作：朝長浩之、ラサール石井
- 「勝手にドルフェス！」（2013年、ステラボール） - 上演台本：富田昌則
- 「プレゼント◆タイム 〜僕たちのクリスマスパーティーへようこそ〜」（2013年、博品館劇場） - 作：富田昌則
- 「蝶々殺人事件」昭和文学演劇集 第三弾（2014年、紀伊國屋サザンシアター） - 作・演出：石井幸一・原作：横溝正史
- 「コンプレックス★ステッカー」（2014年、エコー劇場） - 作：鈴木おさむ
- 「志村魂 9〜一姫二太郎三かぼちゃ」志村けん一座（2014年） - 作：朝長浩之、ラサール石井
- 「トノに降る雨」東京ヴォードヴィルショー（2014年、〈再演〉東北公演） - 作：中島淳彦
- 「吉良ですが、なにか？」伊東四朗生誕?! 77周年記念（2014年、本多劇場） - 作：三谷幸喜
- 「SAMURAI 7」ミュージカル（2015年、天王洲銀河劇場） - 脚本：入江おろぱ
- 「孤島の鬼」昭和文学演劇集 第四弾 江戸川乱歩 原作（2015年、赤坂RED THEATER） - 作：石井幸一
- 「ミュージカル テニスの王子様　3rdシーズン 青学VS聖ルドルフ」（2015年、TDC HALL、他） - 脚本・作詞：三ツ矢雄二
- 「仮面ティーチャー・ミュージカルSILVER MASK」（2015年、Zeep ブルーシアター） - 作：赤沢ムック
- 「志村魂10〜一姫二太郎三かぼちゃ」志村けん一座（2015年） - 作：朝長浩之、ラサール石井
- 「Heads up!」ミュージカル（2015年） - 原案・演出：ラサール石井
- 「ミュージカル テニスの王子様 3rdシーズン 青学 VS 山吹」（2015年 - 2016年） - 脚本作詞：三ツ矢雄二
- 「ダイヤのA The LIVE2」（2016年、銀河劇場/他） - 作：浅沼晋太郎
- 「ミュージカル テニスの王子様 コンサートDream Live2016』  - 作詞：三ツ矢雄二
- 「志村魂11〜先づ健康」志村けん一座（2016年） - 作：朝長浩之、ラサール石井
- 「ミュージカル テニスの王子様 3rdシーズン 青学VS氷帝」 TDC HALL、他（2016年） - 脚本・作詞：三ツ矢雄二
- 「スウィート・チャリティ」（2016年） - 脚本：ニ－ル・サイモン、台本：上島雪夫
- 「ミュージカル テニスの王子様 3rdシーズン 青学9代目お披露目」（2016年、ステラボール） - 上演台本担当
- 「THE CONVOY SHOW VOL.32 asiapan」（2017年、赤坂ACTシアター） - 作 演出：今村ねずみ
- 「ダイヤのA The LIVE4」（2017年、シアター1010/他） - 作・演出：浅沼晋太郎
- 「アンプラネット-ボクの名は」（2017年） - 作・演出：亀田真二郎
- 「志村魂12 〜 先ず健康」(2017年、明治座、新歌舞伎座、他） - 作：朝長浩之、ラサール石井
- 「THE CONVOY SHOWVOL.33  星屑バンプ」（2017年、銀座博品館劇場） - 作・演出：今村ねずみ
- 「THE CONVOY SHOW VOL.34 asiapan 再演」（2017年、赤坂ACTシアター） - 作 演出：今村ねずみ
- 「ミュージカル Heads up! 」再演（2017年 - 2018年、神奈川KAAT、赤坂ACT /他） - 原案：ラサール石井
- 「こまつ座 - たいこどんどん」（2018年、紀伊國屋サザンシアター） - 作：井上ひさし
- 「乃木坂46版ミュージカル 美少女戦士セーラームーン」（2018年6月、銀河劇場） - 作：たみお
- 「志村魂13〜一姫二太郎三かぼちゃ」（2018年、明治座、御園座、他） - 作：朝長浩之、ラサール石井
- 「志村けん笑」（2018年、金沢、仙台、新潟） - 作：朝長浩之
- 「THE CONVOY SHOW VOL.35 星屑バンプ」（2018年、博品館劇場、他） - 作・演出：今村ねずみ
- 「乃木坂46版ミュージカル 美少女戦士セーラームーン」（2018年9月、赤坂ACTシアター） - 脚本：たみお
- 「秋元康プロデュース - 寿司は別腹 ALWAYS ROOM for SUSHI」（2018年11月 - 2019年2月、京都SUSHI劇場）
- 「THE CONVOY SHOW VOL.36 - ONE！」（2018年12月） - 演出：今村ねずみ
- 『Nez Channel vol.5 〜チャンネルはそのまま』（2019年4月）- 作・演出：今村ねずみ
- 「MUSICAL SMOKE」（2019年、東京芸術劇場シアターウエスト、浅草九劇） - 作：チュ・ジョンファ、日本語台本：菅野こうめい
- 「志村魂14〜一姫二太郎三かぼちゃ』（2018年、明治座、御園座、他） - 作：朝長浩之、ラサール石井
- 「志村けん笑」（2019年） - 作：朝長浩之
- 「THE CONVOY SHOW VOL.37 星屑バンプ」（2019年、博品館劇場） - 作・演出：今村ねずみ
- 「KYOTO SAMURAI BOYS〜起〜」（2019年、平安神宮内 KYOTO SAMURAI THEATER） - 作：植木豪
- 「乃木坂46版ミュージカル 美少女戦士セーラームーン」（2019年、TDC HALL） - 作：たみお
- 「THE CONVOY SHOW VOL.38 ONE!」（2019年、赤坂ACTシアター） - 作・演出：今村ねずみ
- 「KYOTO SAMURAI BOYS〜承〜」（2020年、平安神宮内 KYOTO SAMURAI THEATER） - 作：植木豪
- 「BLUE RAIN」（2020年、博品館劇場） - 作：チュ・ジョンファ、日本語台本：菅野こうめい
- 「THE CONVOY SHOW VOL.39 ATOM」（2020年） - 作・演出：今村ねずみ

## 振付・振付助手
- 『Brillante-ブリランテ永遠の輝き』近鉄劇場（2002年）振付
- 『カワニナ』青山円形劇場 （2002年）振付・出演
- Umekichi-腰元ダンサーズ（2004年）振付
- CM『ハウス・こくまろカレー』（2006年）マリオネット振付
- JRA-VAN プロモーションvideo（2006年）振付
- 宝塚歌劇宙組公演『NEVER SLEEP』（2007年）TAP振付助手
- 松坂慶子の朗読しばい～楽劇『天守物語』（2008年）オープニングHIPHOP振付
- 宝塚歌劇団宙組公演『雨に唄えば』（2008年）TAP振付助手
- 『志村魂』（2010年 - 2013年）TAP DANCE振付助手
- 東京ヴォードヴィルショー『トノに降る雨』再演 （2014年）振付
- 『RISING SUN ROCK FESTIVAL 2016 in EZO』安全地帯with C.C.ガールズ（2015年）振付・出演
- 『FREEDOM aozora 2015 淡路島』安全地帯with C.C.ガールズ（2015年）振付・出演
- ミュージカル『Heads up!』（2015年・2017年 - 2018年）TAP DANCE振付・指導
- 連載40周年特別企画 舞台版『こちら葛飾区亀有公園前派出所』（2016年）TAP DANCE振付・指導
- 『プリンスアイスワールド2017』（振付参加） - 演出：今村ねずみ

## 宣伝美術
- NEW ENTERTAINMENT『CLUB SEVEN』 2nd〜5th （2003年 - 2009年）
- 『THE TAP GUY』博品館劇場 （2007年・2008年）